# Miss Sloane
Pour plus de détails, voir Fiche technique et Distribution.
Miss Sloane ou Dans la mire au Québec, est un film franco-canado-britannico-américain réalisé par John Madden, sorti en 2016.
Écrit par Jonathan Perera, le film met en scène Jessica Chastain dans le rôle-titre, celui d'une lobbyiste prête à tout engager pour faire adopter une loi limitant le port d'armes à feu. 
Les autres rôles notables sont quant à eux tenus par Mark Strong, Gugu Mbatha-Raw, Michael Stuhlbarg, Alison Pill, Jake Lacy, John Lithgow et Sam Waterston. 
Le long-métrage est présenté en première mondiale à l'AFI Fest le 11 novembre 2016 avant d'être distribué dans un circuit de salles limité aux États-Unis à partir du 25 novembre 2016 par EuropaCorp, suivi d'une sortie sur l'ensemble du territoire le 9 décembre de la même année. Il sort en France, pays coproducteur du long-métrage, le 8 mars 2017.
Malgré son échec commercial lors de sa sortie en salles, Miss Sloane reçoit un accueil largement positif des critiques professionnels, qui saluent la performance de Jessica Chastain, qui obtient une nomination au Golden Globe de la meilleure actrice dans un film dramatique.

## Synopsis
Madeline Elizabeth « Liz » Sloane (Jessica Chastain) — lobbyiste réputée de Washington, D.C. — est appelée à comparaître devant une commission sénatoriale dirigée par le sénateur Ronald Sperling, afin de répondre aux questions sur les éventuelles violations des règles d'éthique du Sénat durant ses années passées au cabinet de lobbying Cole Kravitz & Waterman.
Trois mois auparavant, la firme de Sloane est approchée par Bob Sanford (Chuck Shamata), représentant de l'industrie des armes à feu pour mener l'opposition à la loi Heaton-Harris qui permettrait d'étendre les vérifications des antécédents aux acheteurs d'armes à feu, notamment en ciblant leur message envers les femmes. Sloane se moque de l'idée de Sanford et est par la suite abordée par Rodolfo Schmidt (Mark Strong), chef de cabinet de lobbying rival Peterson Wyatt, afin de mener campagne en faveur du texte. Sloane accepte l'offre de Schmidt et emmène avec elle une partie de son staff, excepté son adjointe Jane Molloy (Alison Pill), qui refuse de la suivre.
Auprès de Peterson Wyatt, Sloane choisit Esme Manucharian (Gugu Mbatha-Raw) pour mener la campagne auprès des médias, permettant au cabinet d'obtenir des progrès significatifs en matière d'intentions de vote. Lorsqu'elle découvre qu'Esme est rescapée d'une tuerie au lycée, Sloane promet de ne pas divulguer les informations, avant de rompre sa promesse lors d'un débat télévisé en direct où elle révèle au public l'histoire d'Esme, dont l'image publique pourrait faire gagner de nouvelles voix. Tout change lorsqu'Esme, faisant la tournée des conférences, est menacée avec une arme par un homme, qui est abattu par un homme portant légalement une arme à feu. Tandis que Cole Kravitz & Waterman capitalise sur cet incident, Sloane et le cabinet Peterson Wyatt voient l'efficacité de leurs efforts décroître. L'incident est renforcé par l'ouverture d'une enquête sur des pratiques de lobbying potentiellement illégales de Sloane.
De retour à l'audience, le sénateur Sperling présente un formulaire organisant des voyages à l'étranger pour un membre du Congrès qui a été déposé par une organisation à but non lucratif, mais manuscrite par Sloane, indiquant qu'elle a illégalement joué un rôle dans l'organisation du voyage. La commission fait alors venir Robert Forde, un escort-boy payé par Sloane pour ses services. Sperling lui demande si Sloane a eu recours à ses prestations. Forde ment en répondant qu'il connaît Sloane, mais qu il n a jamais eu de relations intimes, respectant ainsi sa promesse de ne jamais révéler l'identité des clientes.
Dans sa déclaration finale à l'audience, Sloane admet qu'elle a anticipé une attaque contre elle de l'opposition si Peterson Wyatt faisait beaucoup de progrès avec le projet de loi Heaton-Harris. Il est révélé que Jane Molloy avait secrètement travaillé pour Sloane tout le temps et Sloane a la preuve que le sénateur Sperling a accepté des pots-de-vin du chef de Cole Kravitz & Waterman, George Dupont.
Dix mois plus tard, Sloane reçoit la visite de Posner, son avocat, en prison, et il est révélé que le projet de loi Heaton-Harris a été adopté au prix de sa carrière, car elle s'est sacrifiée pour sauver son équipe.
Scène intragénérique
Sloane sort de prison après quelques mois d'incarcération.

## Fiche technique
- Titre original français : Miss Sloane
- Titre québécois : Dans la mire
- Réalisation : John Madden
- Scénario : Jonathan Perera
- Photographie : Sebastian Blenkov
- Montage : Alexander Berner
- Musique : Max Richter
- Direction artistique : Mark Steel
- Décors : Matthew Davies
- Décors de plateau : Peter P. Nicolakakos
- Costumes : Georgina Yarhi
- Casting : Tiffany Little Canfield, Bernard Telsey et Conrad Woolfe
- Son : Steve Boeddeker (en)
- Producteurs : Ben Browning, Kris Thykier et Ariel Zeitoun
- Producteurs associés : Whitney Brown et Olivier Glass
- Producteurs exécutifs : Patrick Chu, Claude Léger et Jonathan Vanger
- Sociétés de production : Transfilm, Archery Pictures, Canal+ Distribution, Ciné+, FilmNation Entertainment, France 2 Cinéma et France Télévisions Distribution
- Sociétés de distribution : EuropaCorp Distribution
- Budget : 18,36 millions €[3],[N 2]
- Pays de production :  États-Unis |  Canada |  Royaume-Uni |  France
- Langue originale : anglais américain
- Format : couleur — 2,35:1 — son Dolby Digital
- Genre : drame
- Durée : 132 minutes
- Dates de sortie :
  - États-Unis : présentation au AFI Fest le 11 novembre 2016, sorties limitée le 25 novembre 2016 et nationale le 9 décembre 2016
  - France : 8 mars 2017[4]
- (fr) Mention CNC[5] : tous publics (visa d'exploitation no 144022 délivré le 11 janvier 2017)

## Distribution
- Jessica Chastain (VF : Rafaèle Moutier ; VQ : Mélanie Laberge) : Madeline Elizabeth « Liz » Sloane
- Mark Strong (VF : Eric Herson-Macarel ; VQ : Marc-André Bélanger) : Rodolfo Schmidt
- Gugu Mbatha-Raw (VF : Annie Milon ; VQ : Pascale Montreuil) : Esme Manucharian
- Michael Stuhlbarg (VF : Loïc Houdré ; VQ : François Godin) : Pat Connors
- Alison Pill (VF : Barbara Beretta ; VQ : Aline Pinsonneault) : Jane Molloy
- Jake Lacy (VF : Axel Kiener ; VQ : Alexandre Fortin) : Robert Forde
- John Lithgow (VF : Patrick Préjean ; VQ : Guy Nadon) : le membre du Congrès Ronald « Ron » M. Sperling
- Sam Waterston (VF : Benoît Allemane ; VQ : Mario Desmarais) : George Dupont
- Grace Lynn Kung : Lauren
- Raoul Bhaneja (en) : R.M. Dutton
- Chuck Shamata (VF : Gérard Surugue) : Bob Sanford
- Douglas Smith : Alex
- Meghann Fahy (VF : Marie Tirmont ; VQ : Ariane-Li Simard-Côté) : Clara Thomson
- David Wilson Barnes (en) (VF : Christian Gonon ; VQ : Antoine Durand) : Daniel Posner
- Lucy Owen (VF : Laura Blanc) : Cynthia Green
- Sergio Di Zio : Big Sam
- Joe Pingue : Little Sam
- Michael Cram : Frank McGill
- Dylan Baker : Jon O'Neill, l'animateur du débat
- Christine Baranski (VF : Laura Zichy) : Evelyn Sumner
- Zach Smadu : Ramirez
- Austin Strugnell : Travis
- Noah Robbins (VF : Yoann Sover) : Franklin Walsh
- Alexandra Castillo (en) : Pru West
- Aaron Hale : Junior Spencer
- Greta Onieogou (VF : Nadine Girard) : Greta
- Al Mukadam (VF : Jérémy Prévost ; VQ : Claude Gagnon) : Ross

Acteurs principaux
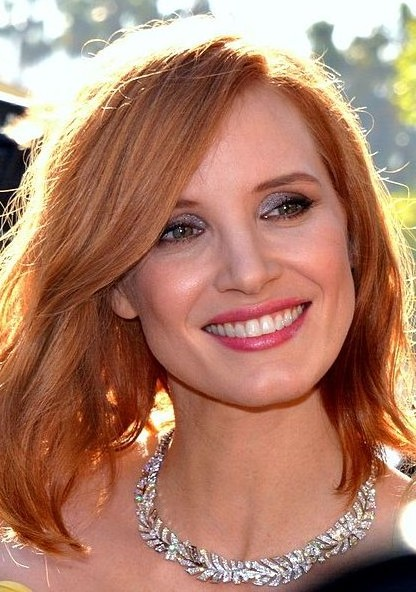
Jessica Chastain
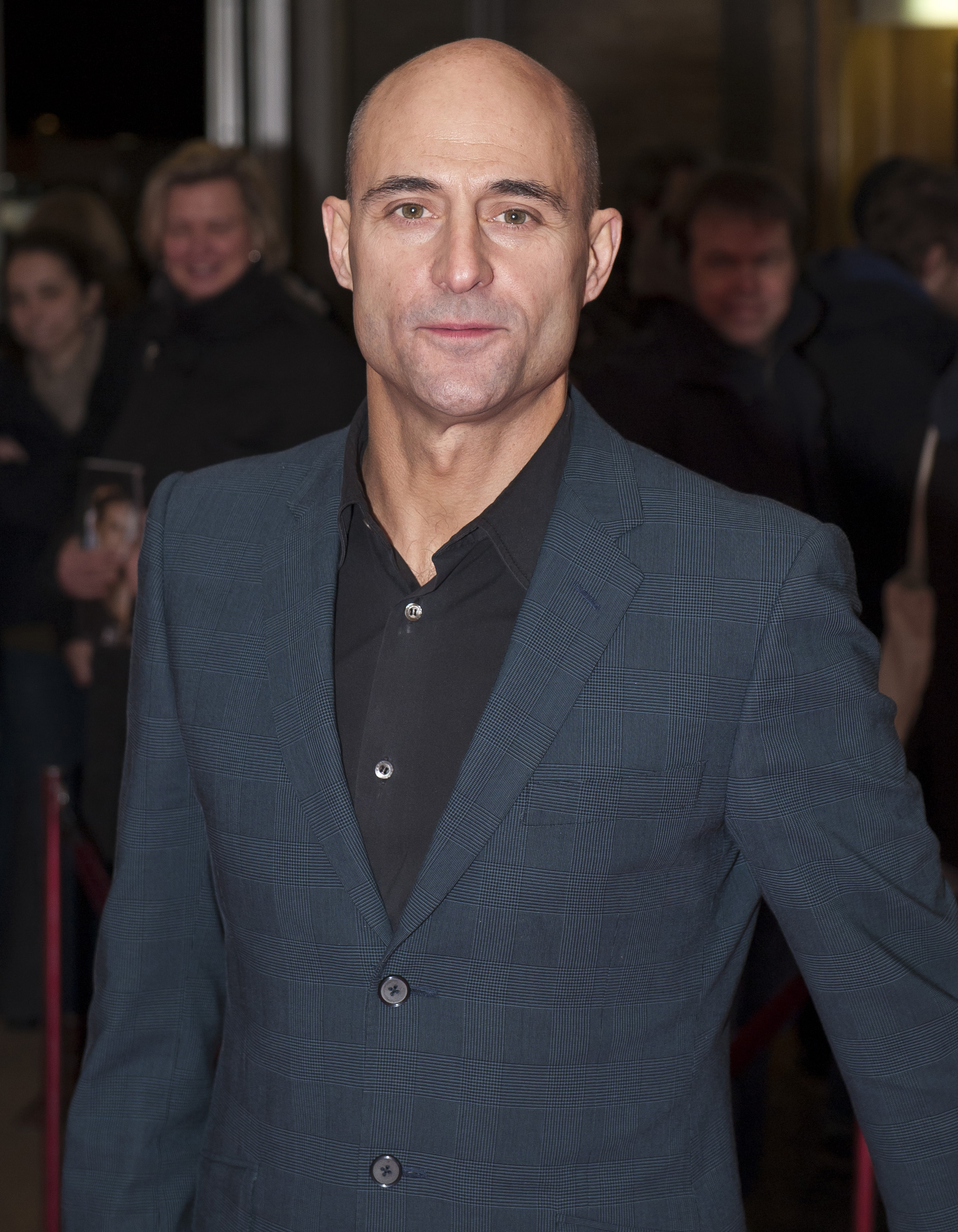
Mark Strong
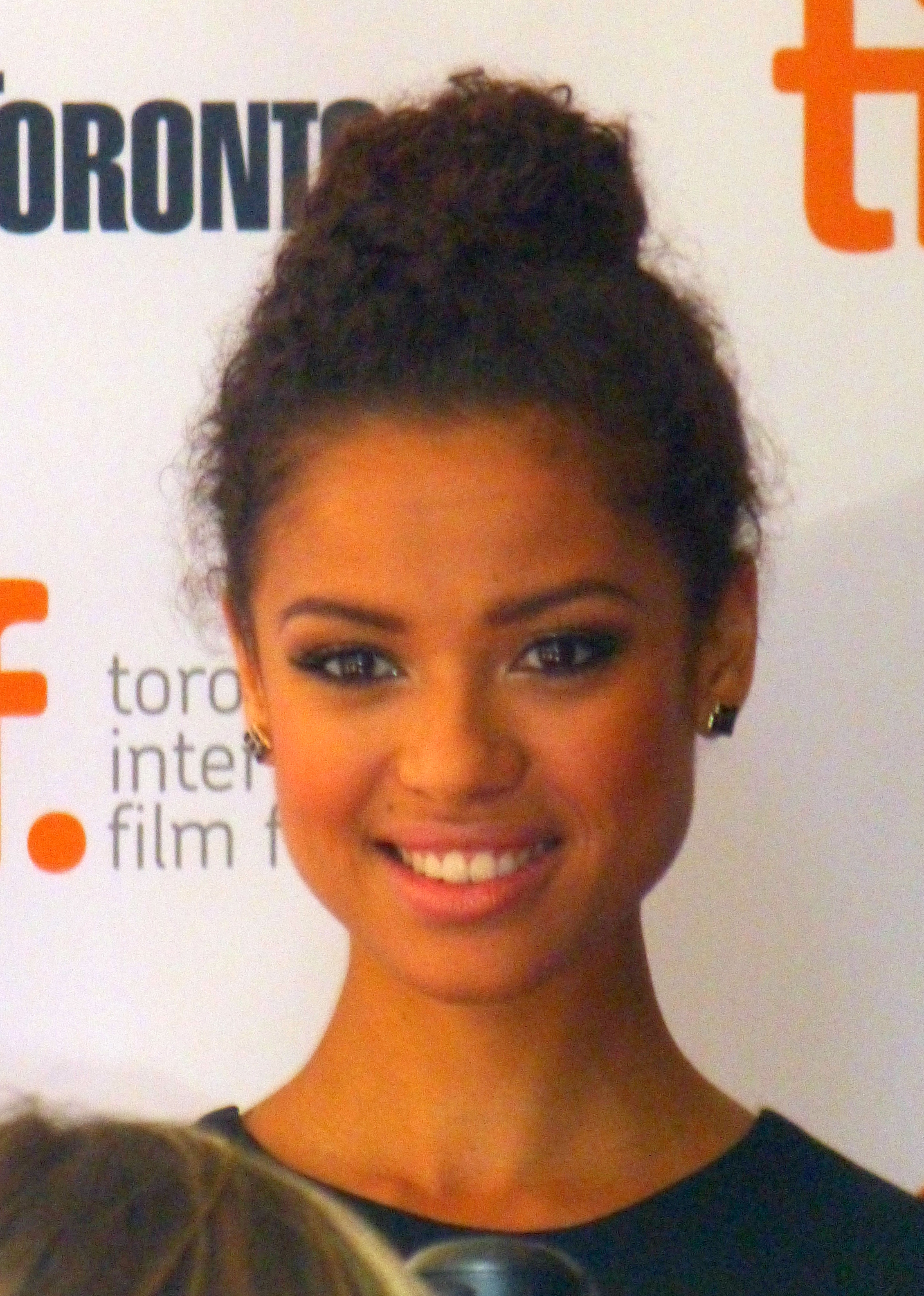
Gugu Mbatha-Raw
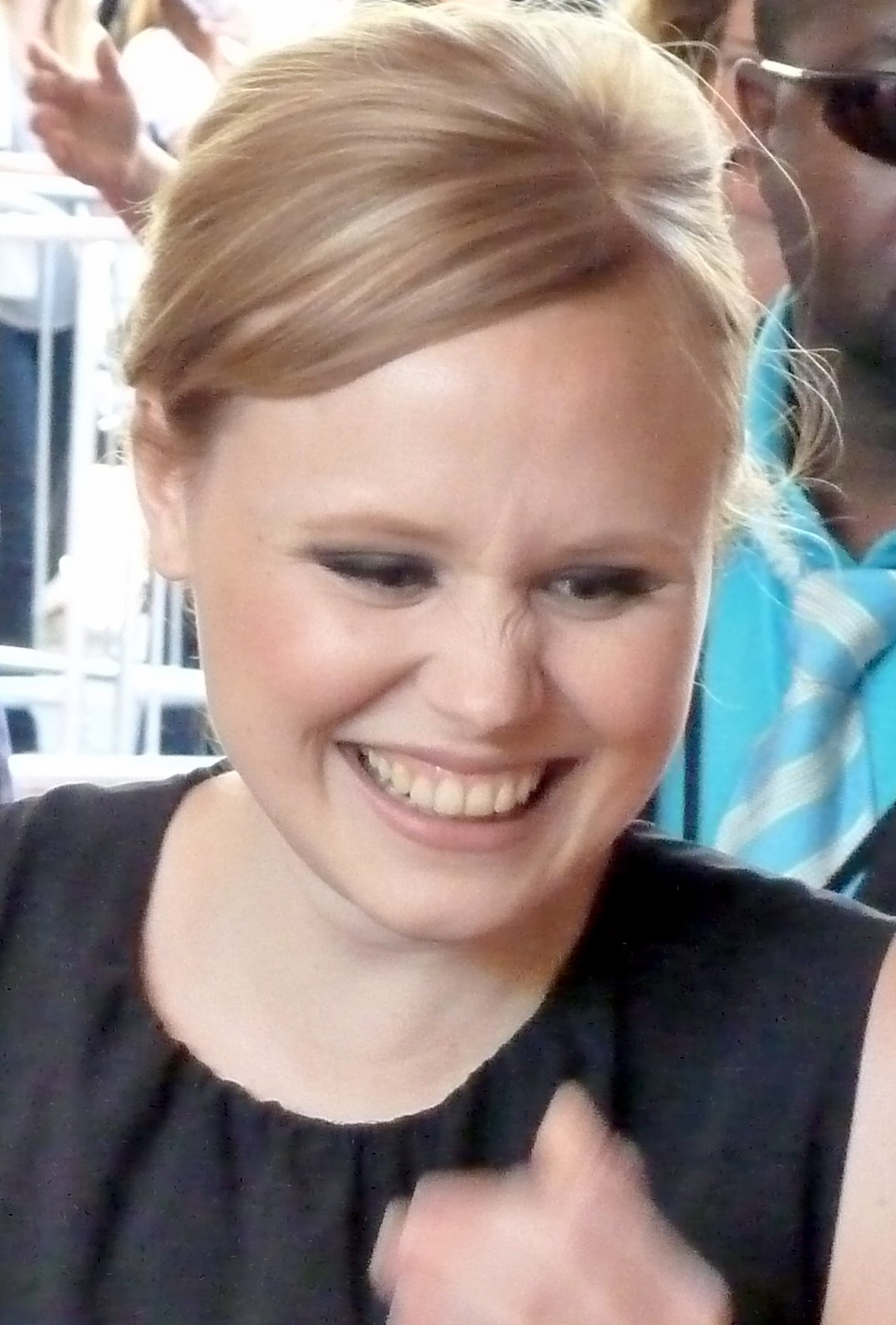
Alison Pill
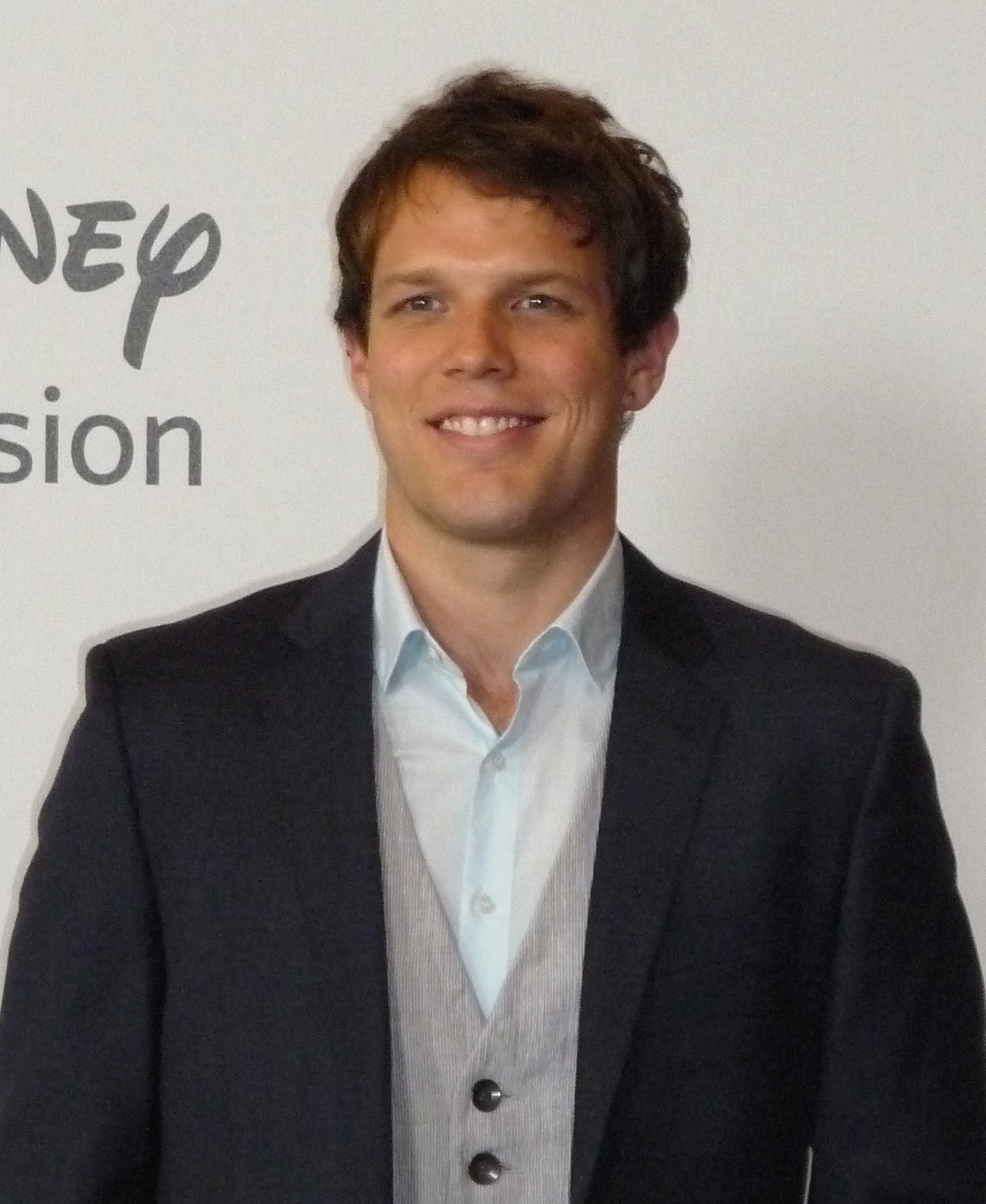
Jake Lacy
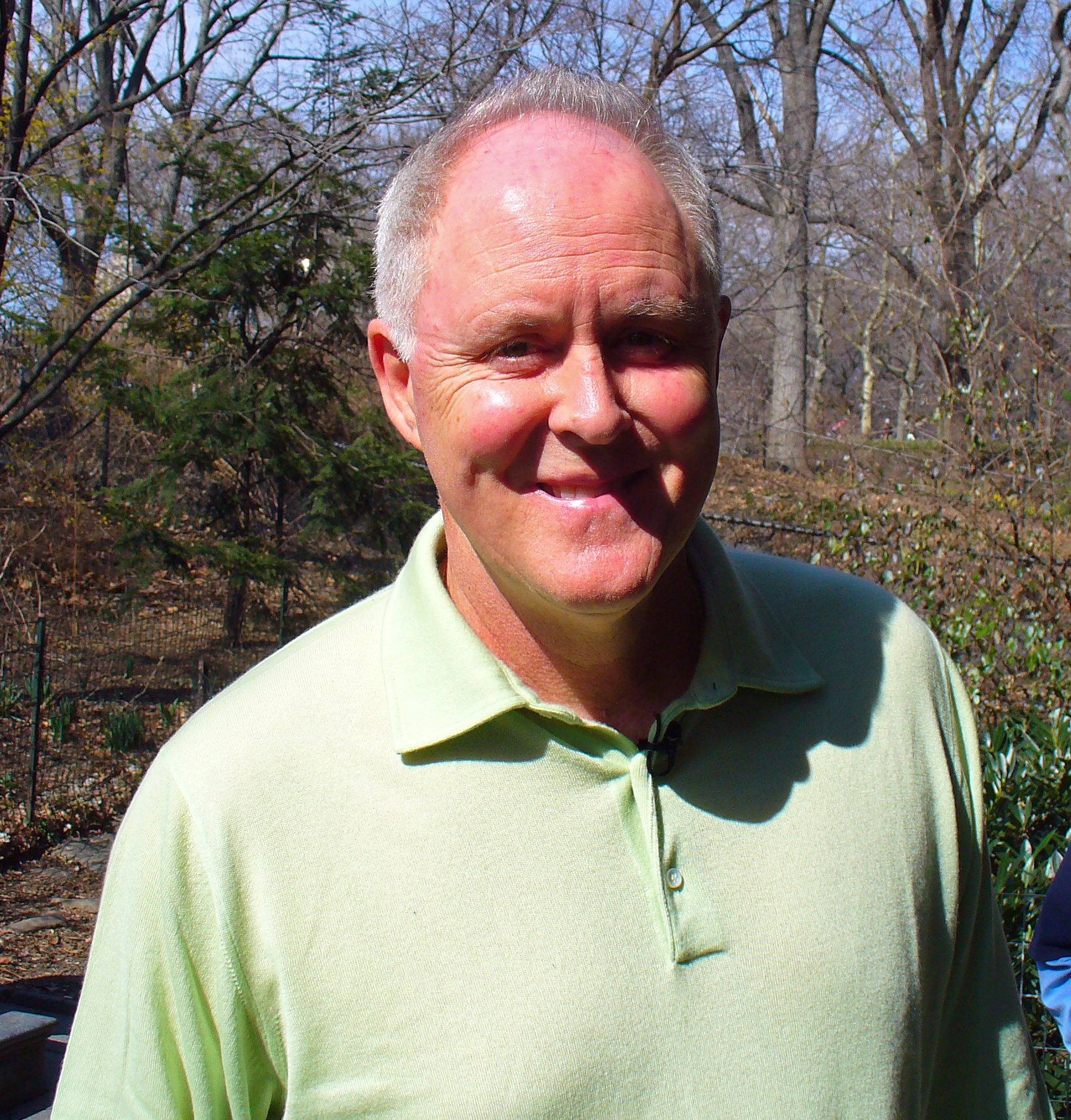
John Lithgow
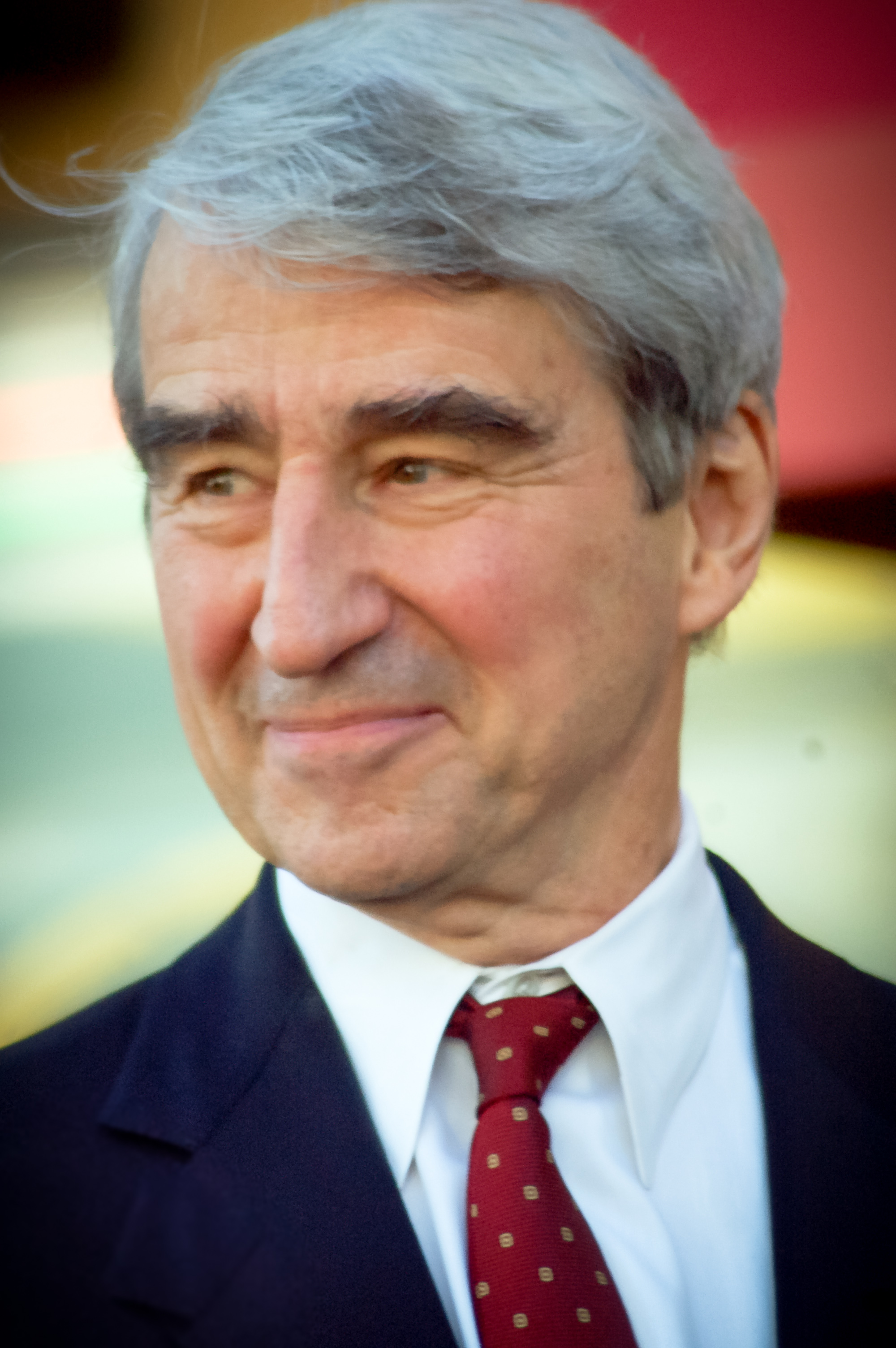
Sam Waterston

 Source et légende : version française (VF) sur RS Doublage et Symphonia Films (la société de doublage)  ; version québécoise (VQ) sur Doublage.qc.ca

## Production
En septembre 2015, Jessica Chastain est annoncée pour participer au film, avec John Madden comme réalisateur, sur un scénario de Jonathan Perera et produit par Ben Browning via sa société de production FilmNation Entertainment (en) et Patrick Chu en tant que producteur exécutif, tandis qu'EuropaCorp se charge de la distribution à travers le monde, tout en le produisant et le finançant. En janvier 2016, Alison Pill rejoint le casting. Le même mois, Jake Lacy et Gugu Mbatha-Raw complètent la distribution,. Le mois suivant, Douglas Smith, Mark Strong, Michael Stuhlbarg, Sam Waterston, John Lithgow et Ennis Esmer rejoignent la distribution,,. En mars 2016, Meghann Fahy complète la distribution.

### Tournage
Le tournage débute le 12 février 2016 à Toronto. En mars 2016, Jessica Chastain est aperçue sur le plateau de tournage. Le tournage est bouclé à Toronto le 30 mars 2016. En avril 2016, des scènes supplémentaires sont tournées à Washington,. Le tournage se termine le 6 avril 2016.

### Loi Heaton-Harris
Le nom donné à cette loi, qui est au centre du film, est fictif.  En revanche son contenu présente des similitudes avec la loi fédérale dite   Brady Handgun Violence Prevention Act de 1993 qui exige que soient effectuées des vérifications des antécédents de l'acheteur potentiel d'une arme à feu.

## Accueil

### Dates de sortie
Avant de sortir sur l'ensemble du territoire le 9 décembre 2016 aux États-Unis avec une classification R émise par la Motion Picture Association of America, Miss Sloane est présenté en avant-première à l'AFI Fest le 11 novembre 2016 et connaît une exploitation limitée le 25 novembre 2016.
Voici le récapitulatif des pays et les dates de sorties où le long-métrage est sorti, ainsi que les présentations dans les festivals, :

### Accueil critique
Miss Sloane reçoit des critiques globalement positives de la part des critiques, récoltant 75 % de taux d'approbation sur le site Rotten Tomatoes et sur la base de cent-soixante-six critiques et une moyenne de 6,5⁄10. Le site salue la prestation de Jessica Chastain dans son consensus en notant qu'elle élève le film. Le site Metacritic lui attribue un score de 64⁄100, pour quarante-et-une critiques et une mention « commentaires généralement favorables ». En France, le long-métrage reçoit un accueil favorable, obtenant une moyenne de 3,2⁄5 sur le site AlloCiné, pour 24 critiques.
Le public est favorable, puisqu'il récolte 68 % de taux d'approbation sur le site Rotten Tomatoes, pour 8 870 notes et une moyenne de 3,5⁄5 et une note de 6,6⁄10 sur le site Metacritic, pour soixante-dix critiques. Sur le site IMDb, Miss Sloane obtient à ce jour une moyenne de 7,5⁄10 pour plus de 32 500 notes, dont la majorité vient des utilisateurs non-américains (14 858 notes pour une moyenne de 7,5⁄10 contre 4 522 notes pour une moyenne de 7⁄10 pour les votants américains). Sur le site AlloCiné, il obtient une moyenne de 4,1⁄5, pour 580 notes dont 85 critiques.
Aux États-Unis et autres pays anglophones, parmi les critiques favorables, Richard Roeper du Chicago Sun-Times écrit que le réalisateur « jongle avec compétence sur les intrigues secondaires tout en ne perdant jamais son objectif principal, qui est de montrer la palette presque infinie de jeu de Jessica Chastain ». Justin Chang du Los Angeles Times nous conseille « de regarder maintenant ce film intelligent et spectaculaire, avant que son sens de la justice commence à se sentir comme une chose du passé ». Mick La Salle du San Francisco Chronicle note qu'il s'agit d'un « film à voir ».
Pour les critiques mitigées ou négatives, Stephen Holden du New York Times pense qu'« en partie parce que Miss Sloane est plus une étude de personnage qu'un drame politique cohérent, elle traite la question qu'il prétend aborder, et finit par échouer dans une fin absurde ». Pour Jesse Hassenberger de The A.V. Club, « le problème principal est un script avec beaucoup de dialogue du premier scénariste Jonathan Perera qui confond la quantité de verbiage pour la qualité », tandis que pour Kyle Smith du New York Post, le long-métrage n'est qu'« une dramatisation effrayante de l'argument de contrôle des armes à feu que les libéraux ne comprennent toujours pas ».
En France, parmi les critiques favorables, Cécile Mury de Télérama, Miss Sloane est « un récit bien huilé de bout en bout, qui décortique au passage les arcanes d'un milieu méconnu du grand public, celui des lobbyistes professionnels, payés par des groupes de pression pour piper les dés du jeu politique ». Pour Sandra Benedetti de L'Express, le long-métrage est « éprouvant mais fascinant », tout en étant d'« une actualité brûlante ». Caroline Vié de 20 Minutes trouve que Chastain « apporte une complexité remarquable à son personnage de lobbyiste ». Catherine Balle du Parisien le qualifie de « brillante partie d'échecs se révèle fascinante », « jusqu'au coup final, magistral, qui nous laisse la délicieuse impression d'avoir été bernés... en beauté ».
Parmi les critiques mitigées ou négatives, RenanCros de CinemaTeaser, le trouve « bavard mais plutôt bien mené », tandis que Nicolas Schaller du Nouvel Observateur trouve que le film, « dont les dialogues en rafale lorgnent en vain le style d’Aaron Sorkin [...], s’il remplit professionnellement son contrat, entre thriller politique et film de procès, n’a pas le sens de la concision ni l’habileté de son personnage ». Thomas Sotinel du Monde, estime que « ce long-métrage lancé en novembre 2016 a pour raison d’être de rapporter un Oscar à son interprète principale, Jessica Chastain. (...) Son personnage de femme cynique touchée par la grâce (à moins que…) ne supporte pas qu’on l’observe d’un peu près, et la chronique de la vie politique à Washington oscille entre le réalisme idéaliste des Hommes du président et la fantaisie cynique de House of Cards », tandis que Stéphane Dreyfus de La Croix note que « bien ficelé, le scénario de Miss Sloane est aussi retors et efficace que son personnage mais finit par être aussi déplaisant ». Thierry Chèze de Studio Ciné Live affirme que « cette intrigue où Miss Sloane est à la fois prédatrice et proie ne tient pas la distance ». Pour Benoît Smith de Critikat.com, « tout ce qui ressort de Miss Sloane, à force d'épouser servilement les exploits scénaristiques de son héroïne, c'est une apologie de la "gagne", de l'exécution la plus zélée du programme, de l'atteinte des objectifs à tout prix, y compris celui de twists éhontés ».

### Box-office
| Pays ou région | Box-office       | Date d'arrêt du box-office | Nombre de semaines |
| -------------- | ---------------- | -------------------------- | ------------------ |
| États-Unis     | 3 500 605 $      | 2 janvier 2017             | 6                  |
| France         | 117 144 entrées, | 2 mai 2017                 | 8                  |
| Mondial        | 9 101 546 $      | —                          | —                  |

D'abord distribué en sortie limitée dans quatre salles où il a totalisé 138 365 $ en deux semaines, Miss Sloane démarre à la 11e place du box-office américain pour son premier week-end d'exploitation pour sa sortie nationale avec 1 844 972 $ de recettes, soit 1 120 $ sur les 1 648 salles où il est distribué, alors que les estimations étaient projetés entre 2 et 4 millions $. Il est considéré comme un échec commercial, réalisant le 75e pire démarrage d'un film lors de son week-end d'ouverture et affichant l'un des pires résultats d'un film diffusé à grande échelle dans les salles depuis trente-cinq ans et qui vaut d'être positionné en dixième place des démarrages en week-end lors de sa sortie nationale dans la carrière de Jessica Chastain. Pour Chastain, l'échec commercial du film s'explique par le fait que « les seuls films qui ont captivé le public étaient des comédies légères » et que « les gens ont d'abord voulu fuir le débat » en raison du sujet politique, après l'élection présidentielle. Il totalise 398 300 entrées sur le territoire américain.
En France, Miss Sloane, sorti dans une combinaison modeste de 160 salles, passe inaperçu en totalisant 60 650 entrées lors de sa première semaine d'exploitation, ce qui est le deuxième mauvais démarrage du réalisateur John Madden et le troisième pire démarrage pour Jessica Chastain. En seconde semaine, il enregistre 36 518 entrées, portant le cumul à plus de 97 000 entrées. Il atteint le cap des 100 000 entrées en troisième semaine (soit plus de 720 000 € de recettes). Il reste finalement huit semaines à l'affiche avec plus de 117 000 entrées.

## Autour du film

### Éditions en vidéo
- zone 1 : Miss Sloane — Édition 1 DVD, 20th Century Fox, sorti le 21 mars 2017 UPC 024543277200. Cette édition, en version originale avec sous-titres anglais et espagnole version originale sous-titrées en français, comporte le DVD et la copie digitale au format HD[55].
- zone 1 : Miss Sloane — Édition 1 Blu-ray, 20th Century Fox, sortie prévue pour le 12 juillet 2017 UPC 024543277231. Cette édition, en version française et version originale sous-titrées en français, comporte le Blu-ray et la copie digitale au format HD[55].
- Zone 1 : Miss Sloane : Dans la mire — Édition 1 Blu-ray, VVS Films, sorti le 21 mars 2017 CUP 888235025650. Cette édition, en version française québécoise et version originale avec sous-titres français et anglais, comporte le bonus Lobbying: Winning by Any Means.
- zone 2 : Miss Sloane — Édition 1 DVD, EuropaCorp, sortie prévue pour le 12 juillet 2017  (EAN 3700724902648). Cette édition, en version française et version originale sous-titrées en français, comporte le documentaire « Le Lobbying : la victoire à tout prix », « Miss Sloane à Paris » et la copie digitale au format HD[56].
- zone 2 : Miss Sloane — Édition 1 Blu-ray, EuropaCorp, sortie prévue pour le 12 juillet 2017  (EAN 3700724902655). Cette édition, en version française et version originale sous-titrées en français, comporte l comporte le documentaire « Le Lobbying : la victoire à tout prix », « Miss Sloane à Paris » et la copie digitale au format HD[57].